# أنطونيو هنريكي أمارال
أنطونيو هنريكي أمارال (بالبرتغالية: Antonio Henrique do Amaral‏) هو رسام برازيلي، ولد في 1935 في ساو باولو في البرازيل، وتوفي في 24 أبريل 2015.